# Nele Van den Broeck
Nele Van den Broeck (nederländska: [ˈneːlə ˌvɑn dən ˈbruk]), född 1985 i Merchtem i Belgien, också känd under sitt alter ego Nele Needs A Holiday, är en belgisk sångerska, kompositör, skådespelerska, regissör, kolumnist och författare. Nele pluggade musikproduktion på London Centre of Contemporary Music. Dessförinnan studerade Nele dramatik vid KASK (Kungliga Akademien för de fria konsterna) i Gent samtidigt som hon studerade tyska och spanska vid VUB (Bryssels fria universitet).

## Musik
Under sitt alias Nele Needs A Holiday skriver Van den Broeck popmusik med ironiska texter. Nele Needs A Holiday blev Theater Aan Zees musikpristagare 2008 och var finalist i Humo's Rock Rally 2010.
I augusti 2010 utgav hon EP-skivan It's OK... på eget förlag, framställd av Pascal Deweze.
Den 19 september 2014 utkom It's My Party, Nele Needs A Holidays debutalbum, framställt av Koen Gisen och distribuerat av LC Music.
Den 6 oktober 2017 utkom Neles andra album Love Yeah, framställt av Richie Stevens och distribuerat av N.E.W.S.
2018 framfördes Nele Needs A Holiday: The Musical, en föreställning om Neles upplevelser som belgare i London under brexit. Musikalen hade premiär på Edinburgh Fringe Festival och spelades även på Ovalhouse i London och på Latitude Festival. I den brittiska dagstidningen The Guardian rosades Nele Needs A Holiday: The Musical på grund av ”de starka musikala arrangemangen, härlig humor och egensinnig charm”. Den 8 februari 2019 skedde den belgiska premiären på Koninklijke Vlaamse Schouwburg (Kungliga flamländska teatern) i Bryssel.

## Teater i Sverige
Neles föreställning om ekonomi KWEST#3: Het Geld (KWEST#3: Pengarna) hade premiär 2017 på Inter Arts Center i Malmö, där hon då  vistades som artist-in-residence.

## Television
Från augusti 2012 till februari 2013 sjöng Van den Broeck på tisdagskvällarna en kort och egenskriven låt i inslaget Het Laatste Woord (Sista Ordet) på slutet av TV-programmet Iedereen Beroemd (Alla är kändisar) på Eén.
2013 och 2014 var hon reporter på Canvas för Het Groot Dictee der Nederlandse Taal (Det nederländska språkets storslagna diktamen).

## Kolumner
Sedan januari 2015 har hon var fjortonde dag en kolumn i den belgiska dagstidningen De Standaard, var gång med utgångspunkt i en sångtext. Hennes kolumn Mind The Gap listades bland de 25 bästa kolumnerna året 2015.

## Böcker
Den 17 oktober 2019 utkom Neles första bok Halfvolwassen (Halvvuxen) hos Uitgeverij Horizon. Boken är en självbiografisk antologi om misslyckanden.
Den 5 april 2023 offentliggjordes hennes andra bok Iemand anders (Någon annan). Romanen handlar om en kvinna som dumpades av sin man. Efter det tar hon felaktiga men roande beslut för att bli någon annan. Det lider henne till att slutligen möta den personen hon alltid varit.